# Кубинский хлеб

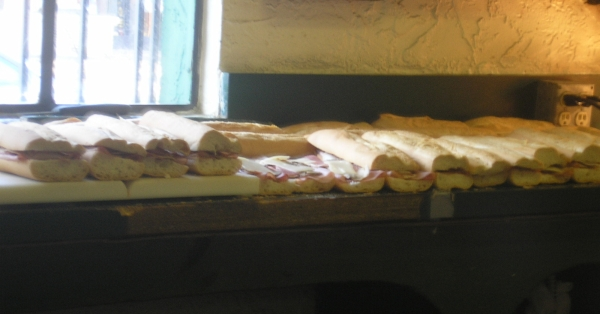
Кубинский хлеб, использованный для приготовления кубинского сэндвича

Куби́нский хлеб — белый хлеб, похожий на французский или итальянский, но готовящийся несколько другим способом и имеющий особые составляющие (в частности, обычно добавляют немного жира — сала или масла); как правило, он имеет продолговатую форму, как багет. Он является основой кубинской кухни и по традиции используется в приготовлении настоящего кубинского сэндвича.
Традиционная буханка кубинского хлеба примерно 1 метр длиной и несколько прямоугольной формы (по сравнению с более скруглёнными итальянскими или французскими). Хлеб твёрдый, тонкий, с тонкой коркой и рыхлой серединой. В прошлом тесто тонко растягивали, формируя характерные воздушные карманы и длинную форму. В течение веков «La Secunda» и другие известные пекарни кубинского хлеба перед выпечкой клали сверху продолговатую пальмовую веточку, формируя таким образом небольшую канавку в корке и создавая эффект, подобный разрезу в европейском хлебе (перед едой ветку вынимали).
Кубинский хлеб составляет неотъемлемую основу «кубинского сэндвича». Также он может подаваться прямо как завтрак, особенно с маслом и поджаренным — к чашке горячего кофе с молоком (Cafe con leche) (крепкий кубинский кофе с пастеризованным молоком (Scalded milk)). 
Кубинский хлеб желательно съесть сразу же после выпечки, так как он быстро черствеет. Также его можно замораживать.

## История
Существует немало споров о том, где появился «настоящий» кубинский хлеб. Города Майами и Тампа (штат Флорида) — первые в очереди на звание родины данного блюда. Первой пекарней, которая производила кубинский хлеб в США, скорее всего, была «La Joven Francesca», основанная в Айбор-Сити в 1896 году уроженцем Сицилии Франциско Ферлито. Буханка хлеба здесь стоила 3—5 центов США.
В Айбор-Сити хлеб доставляли каждое утро, как молоко. У дверей каждого дома был прибит гвоздь, на который разносчик хлеба натыкал свежую буханку.
Сегодня пекарня «La Secunda» является главным производителем кубинского хлеба в районе Тампа.